# Pfaffenberg (Ahr)
Der Pfaffenberg ist eine Einzellage im Bad Neuenahr-Ahrweiler Stadtteil Walporzheim im deutschen Weinbaugebiet Ahr. Sie ist Teil der Großlage Klosterberg im Bereich Walporzheim/Ahrtal.

## Lage
Der Name Pfaffenberg erinnert, ähnlich wie bei der Domlay, an die ehemaligen erzbischöflich - kurkölnischen Besitztümer an der Ahr, die 1246 unter dem Erzbischof Konrad von Are-Hochstaden den Ahrgau dem Kurstift Köln zufielen.
Die Lage hatte eine bestockte Größe von ca. 16,3 Hektar und der Boden weist einen lehmigen Untergrund auf Schiefer und Grauwacken auf, auf dem hauptsächlich die Rebsorte Spätburgunder auf einer Höhe von 180 bis 260 m Metern über NN  angebaut wird. Die Exposition ist südwestlich bei einer Steilheit von 10 bis 30 %. Der Pfaffenberg befindet sich nordwestlich von Walporzheim oberhalb der Lagen Alte Lay und Kräuterberg ein Kilometer östlich vom Kloster Marienthal am Altenwegshof. Neben dem Spätburgunder werden auch andere Rotweinsorten und der Gelbe Malinger in der Lage angebaut, der hier von einem Recher Weingut angebaut wird und vom Aussterben bedroht ist. Die Lage ist die größte Lage in Walporzheim.